# Roland Mihaïl
Roland Mihaïl, né à Niort le 23 novembre 1952 et mort le 7 août 2013 à Paris,, est un journaliste français d'origine roumaine de la presse écrite et de l'audiovisuel. Il est devenu en 2009 conseiller du président du directoire de  Vivendi, Jean-Bernard Lévy. En février 2013, il était nommé au  même poste chez Thales.

## Carrière
Après une licence de lettres et une licence de philosophie, il débute à 20 ans  à l'hebdomadaire Le Point, où il publie en 1972 un éditorial intitulé "Salut Rimbaud !". Roland Mihail, son service militaire accompli, revient au Point où il travaille durant plusieurs années dans les domaines de l'environnement, des télécommunications, puis essentiellement de la communication et des médias. Il est alors rédacteur en chef adjoint du magazine.
Recruté en 1988 par le quotidien Le Figaro, il y développe, à partir de janvier 1989, l'information sur la communication et prend en outre en charge tout le secteur des informations confidentielles. Il quitte Le Figaro en 1993, pour être jusqu'en 1995 directeur délégué de L'Événement du jeudi.

## Presse écrite, radio
En 1995, il devient chargé de mission auprès de Pierre Dauzier à la présidence du groupe Havas. Après un passage à Europe 1, où il est rédacteur en chef en 1995-1996, il rejoint L'Express en janvier 1997 où il est nommé rédacteur en chef et où il assure les fonctions de conseiller du président du directoire de l'Express-l'Expansion, Denis Jeambar. Ainsi à partir de 2004, Roland Mihaïl est directeur de la rédaction de La Lettre de l'Expansion. En décembre 2006, il quitte le groupe Express-Roularta.
En avril 2007, Roland Mihaïl rejoint la rédaction du mensuel économique Capital afin de développer le site d'informations en temps réel Capital.fr.
Roland Mihail est avec Anne Brucy un des animateurs de l'émission Radiocom sur France Inter dans les années 1990. Jusqu'en 2009, il est titulaire de  l'émission L'Invité de France Inter, le dimanche en fin d'après midi.  Il  y interviewe une personnalité qui se trouve au cœur de l'actualité.
Il a également collaboré chaque semaine aux magazines CB News, dans les années 1990, puis Stratégies dans les années 2000.

## Communication
En janvier 2009, abandonnant ses fonctions dans le journalisme, Roland Mihail rejoint  le groupe de communication Vivendi, au poste de conseiller du président du directoire, Jean-Bernard Lévy. En février 2013, il est nommé au même poste auprès du même président de Thales, Jean-Bernard Lévy.
Il meurt le 7 août 2013 à Paris, à l'âge de 60 ans, et est enterré au cimetière du Père-Lachaise (16e division).